# میرلا توگورلان
میرلا توگورلان (به انگلیسی: Mirela Țugurlan) ژیمناست زادهٔ ۴ سپتامبر ۱۹۸۰ میلادی اهل کشور رومانی است.